# Эврё-3 (кантон)
Эврё-3 (фр. Évreux-3) — кантон во Франции, находится в регионе Нормандия, департамент Эр. Входит в состав округа Эврё.

## История
Кантон образован в результате реформы 2015 года  на основе упраздненных кантонов Эврё-Сюд и Эврё-Эст.

## Состав кантона с 22 марта 2015 года
В состав кантона входят коммуны (население по данным Национального института статистики за 2018 г.):
- Анжервиль-ла-Кампань (1 378 чел.)
- Бонкур (185 чел.)
- Гишенвиль (2 807 чел.)
- Госьель (831 чел.)
- Ла-Трините (120 чел.)
- Ле-Бо-Сент-Круа (829 чел.)
- Ле-Валь-Давид (712 чел.)
- Ле-Вьей-Эврё (829 чел.)
- Ле-Плеси-Гроан (881 чел.)
- Мизре (634 чел.)
- Сасе (192 чел.)
- Сен-Люк (252 чел.)
- Сьере (755 чел.)
- Фовиль (354 чел.)
- Эврё (11 318 чел.) (восточные и южные кварталы)
- Юэ (792 чел.)

## Политика
На президентских выборах 2022 г. жители кантона отдали в 1-м туре Эмманюэлю Макрону 29,4 % голосов против 24,5 % у Марин Ле Пен и 21,9 % у Жана-Люка Меланшона; во 2-м туре в кантоне победил Макрон, получивший 58,4 % голосов. (2017 год. 1 тур: Эмманюэль Макрон – 23,9 %, Марин Ле Пен – 22,3 %, Жан-Люк Меланшон – 19,6 %, Франсуа Фийон – 19,0 %; 2 тур: Макрон – 64,7 %. 2012 год. 1 тур: Николя Саркози — 28,0 %,Франсуа Олланд — 27,6 %, Марин Ле Пен — 17,8 %; 2 тур: Олланд — 50,01 %. 2007 год. 1 тур: Саркози — 32,8 %, Сеголен Руаяль — 24,1 %; 2 тур: Саркози — 55,1 %).
С 2015 года кантон в Совете департамента Эр представляют вице-мэр города Эврё Диана Лезеньё (Diane Leseigneur) (Республиканцы) и бывший мэр коммуны Ле-Бо-Сент-Круа Ксавье Юбер (Xavier Hubert) (Разные правые).
|                | Кандидаты                         | Партия                   | Первый тур | Первый тур     | Второй тур | Второй тур |
| Кол-во голосов | Кандидаты                         | Партия                   | % голосов  | Кол-во голосов | % голосов  |            |
| -------------- | --------------------------------- | ------------------------ | ---------- | -------------- | ---------- | ---------- |
|                | Диана Лезеньё Ксавье Юбер         | Правый блок              | 1 695      | 45,48          | 2 256      | 60,66      |
|                | Фернан Барраль Натали Лагуж       | Разные левые             | 1 136      | 30,48          | 1 463      | 39,34      |
|                | Сильви Вербрюгген Кристоф Леклерк | Национальное объединение | 896        | 24,04          |            |            |

|                | Кандидаты                      | Партия                  | Первый тур | Первый тур     | Второй тур | Второй тур |
| Кол-во голосов | Кандидаты                      | Партия                  | % голосов  | Кол-во голосов | % голосов  |            |
| -------------- | ------------------------------ | ----------------------- | ---------- | -------------- | ---------- | ---------- |
|                | Диана Лезеньё Ксавье Юбер      | Правый блок             | 1 966      | 33,07          | 3 581      | 64,86      |
|                | Жюли Камуэн Кристиан Лезуфлёр  | Национальный фронт      | 1 726      | 29,03          | 1 940      | 35,14      |
|                | Жан Беркани Анн Мансуре        | Левый блок              | 1 222      | 20,56          |            |            |
|                | Сильви Маршан Кристиан Ютель   | Левый фронт             | 564        | 9,49           |            |            |
|                | Нольван Леотик Жан-Мари Мартен | Европа Экология Зелёные | 467        | 7,86           |            |            |